# Femminismo negli Stati Uniti d'America

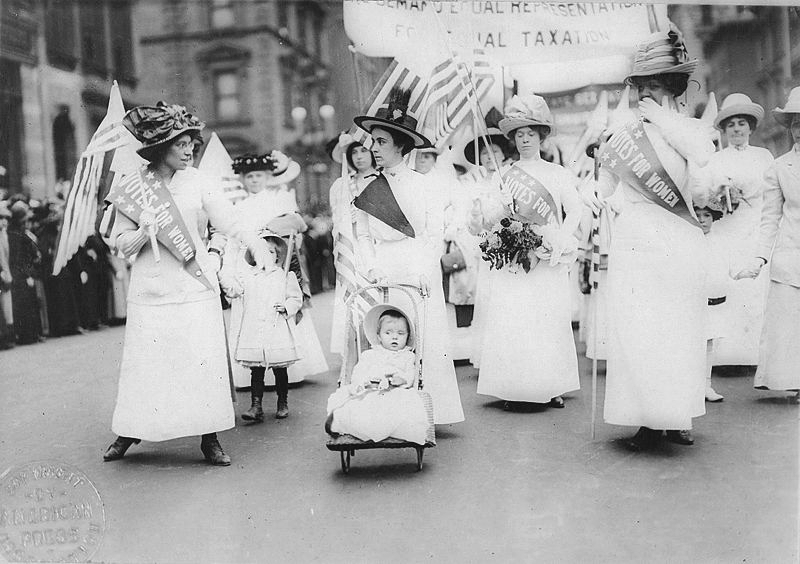
Parata a favore del suffragio femminile svoltasi a New York nel 1912.

Il femminismo negli Stati Uniti d'America si riferisce a quell'insieme di movimenti e ideologie finalizzate alla definizione, alla creazione e alla difesa di uno stato di pari diritti politico, economico, culturale e sociale per le donne statunitensi. La storia del femminismo negli Stati Uniti è spesso suddivisa in una maniera cronologica in femminismo iniziale o della "prima ondata", della "seconda ondata" e della "terza ondata".
A partire dalla più recente misurazione eseguita dal Global Gender Gap Report per il forum economico mondiale (dati del 2014) gli Stati Uniti si trovano alla 20ª posizione per quanto concerne l'uguaglianza di genere.

## Prima ondata

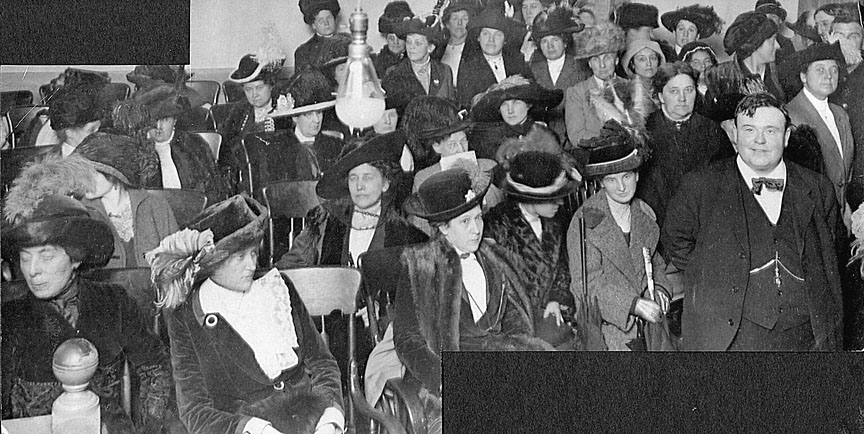
Una folla di donne a Portland, in Oregon, si iscrive alla giuria popolare dopo aver ottenuto il diritto di voto, 1912. I membri della folla includono Marie Equi e "la signora Henry W. Coe [...] una nota suffragista e sostenitrice del diritto della donna di utilizzare la contraccezione".

La prima ondata di femminismo negli Stati Uniti ha avuto inizio con la Convenzione di Seneca Falls, la prima convenzione sui diritti delle donne avvenuta nella "Wesleyan Chapel" a Seneca Falls (New York) il 19 e 20 luglio 1848.
La convenzione venne ispirata dal fatto che nel 1840, quando Elizabeth Cady Stanton incontrò Lucretia Mott alla "Convenzione mondiale contro la schiavitù" di Londra la conferenza si rifiutò di far sedere Mott e le altre delegate americane a causa del loro genere. Stanton, allora giovane attivista che aveva sposato la causa abolizionista e Mott, una predicatrice dei Quaccheri e veterana della riforma, chiesero poi di parlare chiamando la convenzione ad affrontare la questione della condizione femminile.

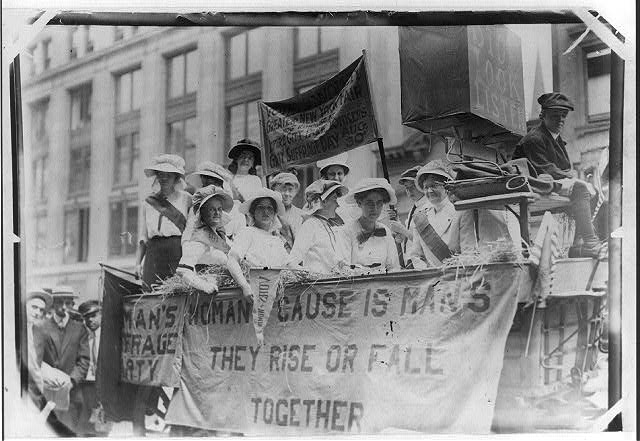
La richiesta del suffragio femminile partecipa alla sfilata per la fiera di Yonkers (New York), 1913.

All'incirca 300 persone parteciparono alla convenzione, tra cui Mott e Frederick Douglass; alla sua conclusione 68 donne e 32 uomini firmarono la Dichiarazione dei sentimenti, scritta dalla stessa Stanton e da Thomas M'Clintock. Lo stile e il formato della dichiarazione era quello della Dichiarazione d'indipendenza degli Stati Uniti d'America; per esempio la dichiarazione dei sentimenti dichiarava che "Teniamo in considerazione che queste verità siano evidenti, che tutti gli uomini e le donne siano creati uguali e dotati dal loro Creatore con certi diritti inalienabili". La stessa dichiarazione inoltre affermava:  "La storia dell'umanità è una storia di ripetute lesioni e usurpazioni da parte dell'uomo verso la donna".

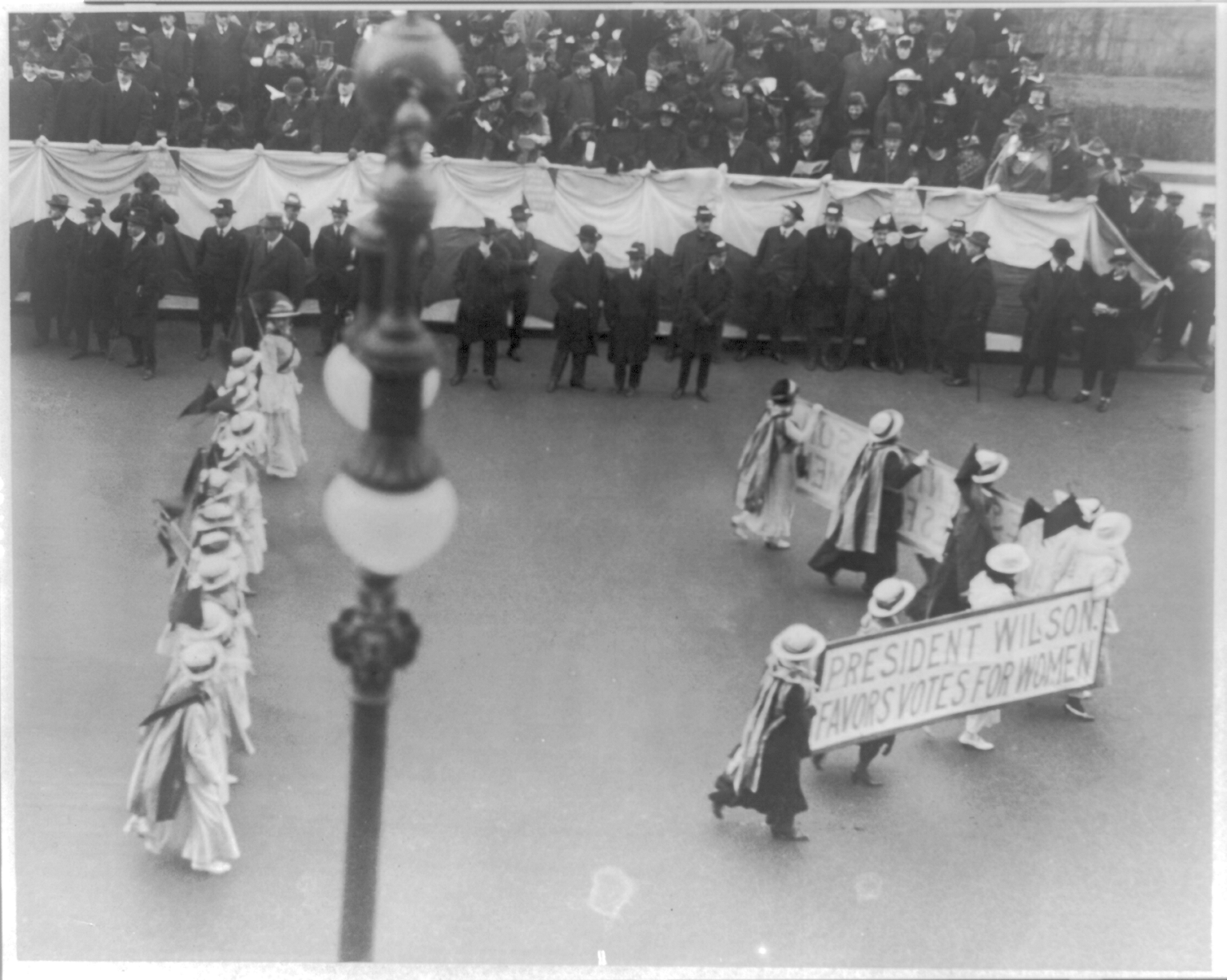
Parata di suffragiste a New York nel 1916.

La dichiarazione precisò le controversie femminili riguardo alle leggi che negavano alla donne sposate la proprietà dei salari, del patrimonio e della proprietà privata (pertanto erano sempre obbligate a rivolgersi ai loro mariti), a mancanza di accesso da parte delle donne all'istruzione e alle carriere professionali e lo status inferiore accordato alle donne dalla maggior parte delle comunità ecclesiali. Infine la dichiarazione affermava che le donne avrebbero dovuto avere il diritto di voto.
Alcuni tra i partecipanti di Seneca Falls organizzarono due settimane dopo una "Convenzione sui diritti delle donne" a Rochester (New York); questa fu seguita da altre convenzioni statali e locali in Ohio, Pennsylvania e New York. La prima convenzione nazionale per i diritti femminili venne tenuta a Worcester (Massachusetts) nel 1850; le convenzioni sui diritti delle donne si svolsero regolarmente fino all'inizio della guerra di secessione.

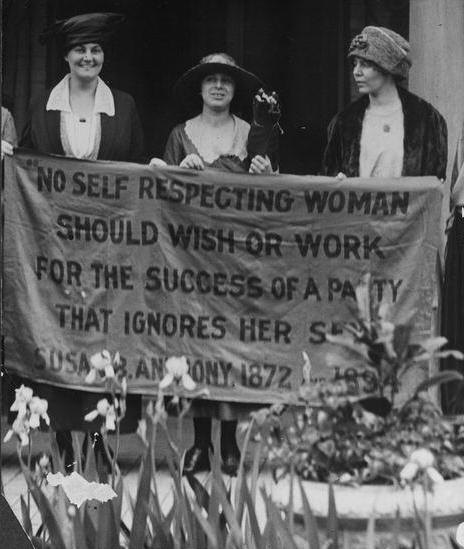
Suffragiste al convegno del Partito Repubblicano nel 1920 in Ohio.

Il movimento per il suffragio femminile inizia con la conferenza di Seneca Falls; molte attiviste divennero politicamente consapevoli nel corso dell'espansione del movimento abolizionista. Il movimento femminista si riorganizzò al termine della guerra, giungendo a guadagnarsi alleati esperti, tra cui molti di quelli che si erano spesi contro il divieto nella "Woman's Christian Temperance Union",
Alla fine del XIX secolo solamente alcuni degli Stati Uniti d'America occidentali avevano concesso alle donne un pieno diritto di voto; anche se queste prime femministe riuscirono a raggiungere vittorie significative, acquisendo nuovi diritti in settori come la proprietà e la custodia dei figli.
Nel 1866 Stanton e Susan B. Anthony formarono l'"Associazione americana per i diritti di uguaglianza" (American Equal Rights Association), un'associazione per donne e uomini bianchi e neri dedicata all'obiettivo del suffragio universale. Nel 1868 venne approvato il XIV emendamento della Costituzione degli Stati Uniti e questo fu il primo emendamento a specificare la popolazione votante come "maschile".
Nel 1869 il movimento dei diritti delle donne si suddivise in due fazioni a causa di disaccordi sopravvenuti nei confronti del XV emendamento, che fu presto approvato; le due fazioni non si riunirono più fino al 1890. Stanton e Anthony formarono la "National Woman Suffrage Association" (NWSA) , di idee più radicali, a New York mentre Lucy Stone, Henry Browne Blackwell e Julia Ward Howe organizzarono la più moderata "American Woman Suffrage Association" (AWSA) con sede a Boston.
Nel 1870 il XV emendamento affrancò definitivamente gli uomini neri; NWSA rifiutò di impegnarsi per la sua ratifica, sostenendo invece di esserne "scartate" e preferendo invece un emendamento che fosse un'emanazione del suffragio universale. Frederick Douglass ruppe i rapporti con Stanton e Anthony per la posizione presa dall'NWSA.

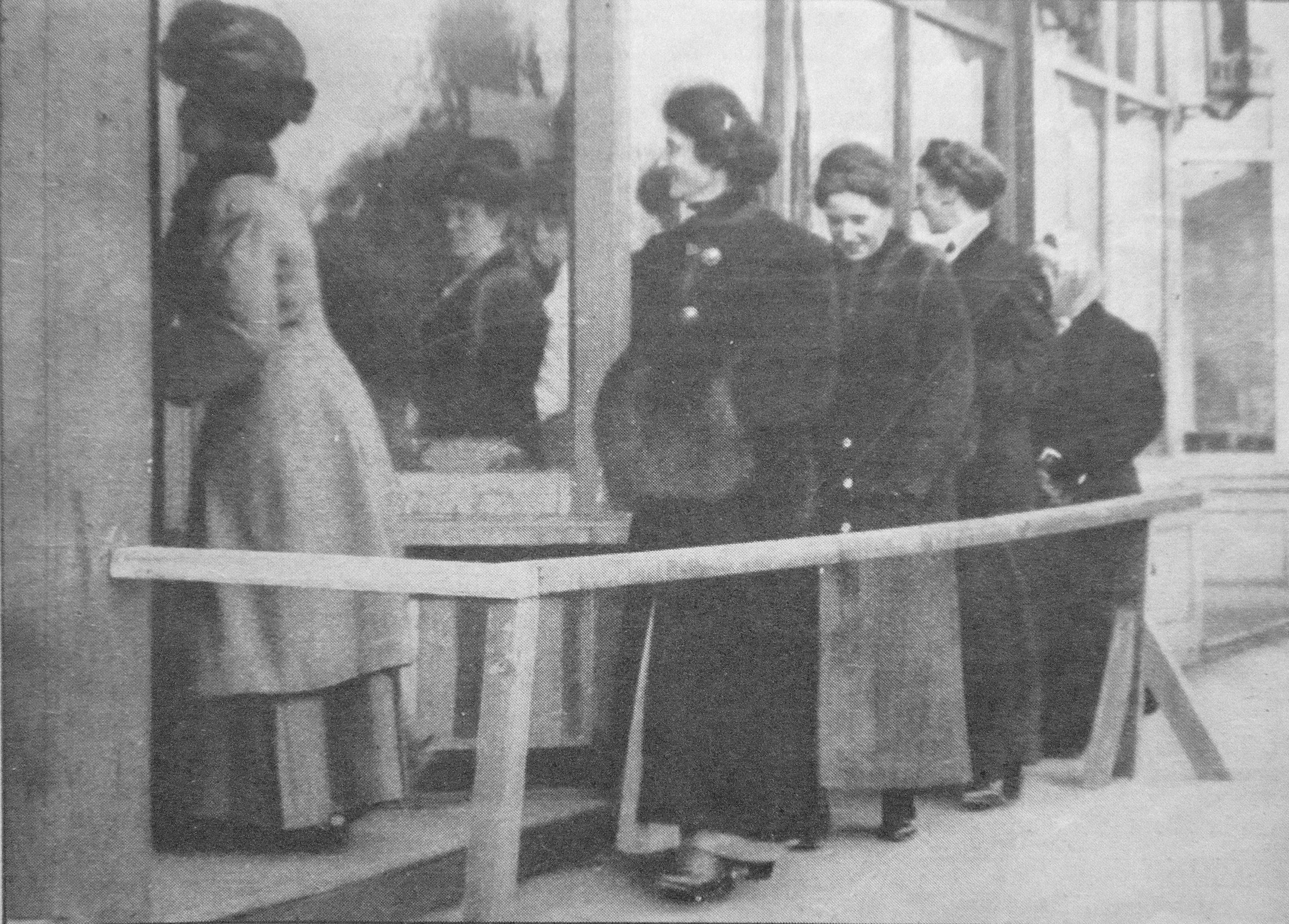
Donne che si apprestano a votare a Seattle nel 1911.

Nel 1869 il Wyoming divenne il primo territorio statunitense a concedere alle donne il diritto di voto. Nel 1870 Louisa Ann Swain divenne la prima donna negli Stati Uniti a votare in un'elezione generale; espresse il proprio voto il 6 settembre a Laramie.
Dal 1870 al 1875 diverse donne, tra cui Virginia Minor, Victoria Woodhull e Myra Bradwell, tentarono di utilizzare il XIV emendamento nei tribunali per potersi assicurare il voto (Minor e Woodhull) o il diritto di praticare la professione legale (Bradwell). Nel 1872 Anthony venne arrestata e condannata a Rochester, New York, per aver tentato di votare per il candidato del Partito Repubblicano Ulysses S. Grant nelle elezioni presidenziali del 1872; le venne inflitta una multa di 100 dollari più le spese del processo, ma rifiutò di pagare.
In quello stesso periodo di tempo Sojourner Truth apparve in una cabina elettorale di Battle Creek chiedendo di poter votare; fu allontanata. Sempre nel 1872 Woodhull divenne la prima donna a concorrere per la carica di presidente degli Stati Uniti, anche se non poteva votare, e riuscì a raccogliere una manciata di voti nell'elezione vinta da Grant. Woodhull fu poi nominata all’esecutivo del "National Equal Rights Party" e in quella carica sostenne, tra le altre posizioni, la giornata di lavoro di 8 ore, la tassa di reddito progressiva, i programmi di welfare (benessere) e la ripartizione dei profitti.
Nel 1874 Annie Wittenmyer fondò la "Woman's Christian Temperance Union" (WCTU) con l'intento di far attuare il proibizionismo; con la suffragetta Frances Willard alla presidenza a partire dal 1876 divenne anche un movimento importante nella lotta per il suffragio delle donne. Nel 1878 un emendamento per il suffragio femminile venne proposto per la prima volta al Congresso degli Stati Uniti, ma non riuscì a passare.

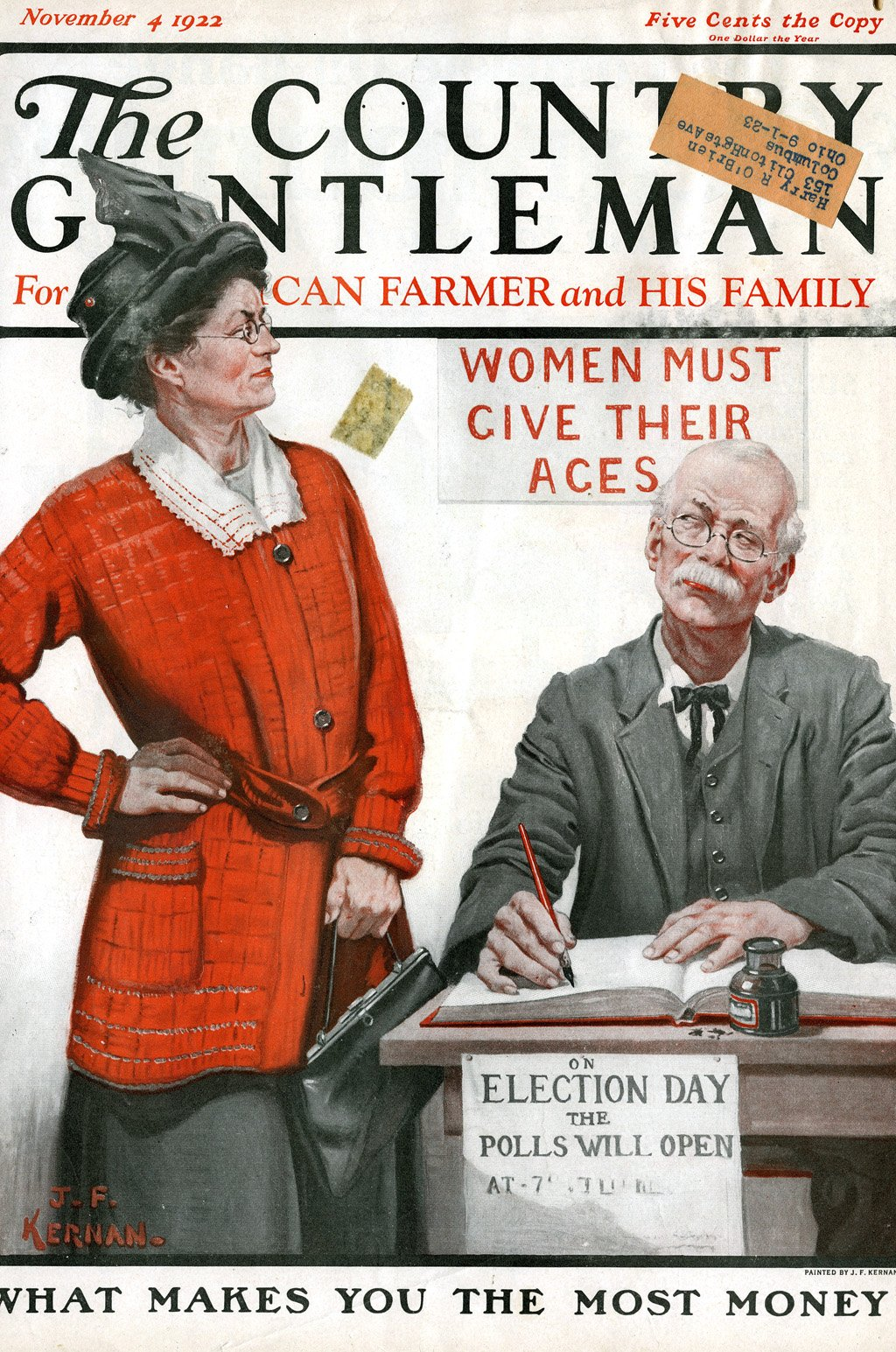
Manifesto per le elezioni USA di metà mandato, 1922.

Nel 1920 il XIX emendamento fu ratificato, dando in tal modo alle donne il diritto di voto in tutto il territorio federale; la prima ondata femminista si considera conclusa a questo punto con tale vittoria.

Margaret Sanger fu una delle prime attiviste statunitensi ad occuparsi di contraccezione; fu anche una fautrice dell'educazione sessuale, scrittrice ed infermiera. Coniò il termine "controllo delle nascite" aprendo la prima clinica per il controllo delle nascite negli Stati Uniti nel 1916 e istituì organizzazioni che successivamente si evolsero nella Planned Parenthood.

## Seconda ondata
Il femminismo della seconda ondata negli Stati Uniti ebbe inizio nei primi anni '60 del XX secolo. Nel 1963 Betty Friedan, influenzata dal saggio della femminista francese Simone de Beauvoir intitolato Il secondo sesso, scrisse il libro bestseller La mistica della femminilità in cui si opponeva esplicitamente all'immagine della donna proposta dal mezzo di comunicazione di massa, affermando che tenere le donne chiuse in casa significava limitare le loro possibilità e perderne il talento e le potenzialità.
La perfetta immagine della famiglia nucleare raffigurata e fortemente commercializzata in quel momento, scrisse, non rifletteva la felicità femminile ed era piuttosto degradante per le donne. Questo libro è ampiamente riconosciuto per aver dato l'avvio al femminismo della seconda ondata.
Sempre nel 1963 la giornalista freelance Gloria Steinem ottenne una diffusa popolarità tra le femministe dopo aver pubblicato un diario che aveva compilato durante il suo lavoro sotto copertura in qualità di cameriera "Bunny Playboy" al "Playboy Club"; venne pubblicato in due parti (prima parteArchiviato il 18 dicembre 2014 in Internet Archive. E seconda parteArchiviato il 24 agosto 2015 in Internet Archive.) tra maggio e giugno nella rivista Show. La sua caratteristica peculiare era quella di essere il "racconto di una coniglietta". Steinem affermò che il club stava maltrattando le sue cameriere per ottener un maggior numero di clienti maschi, sfruttando le conigliette di Playboy come simboli di sciovinismo maschile, osservando che il manuale del club istruiva le ragazze sui "modi piacevoli che i possono impiegare per stimolare la vendita di liquori del club" .
Entro il 1968 Steinem era diventata senza dubbio la figura più influente del movimento femminista e il sostegno all'aborto legalizzato e le giornate libere divennero i due obiettivi principali per le femministe.

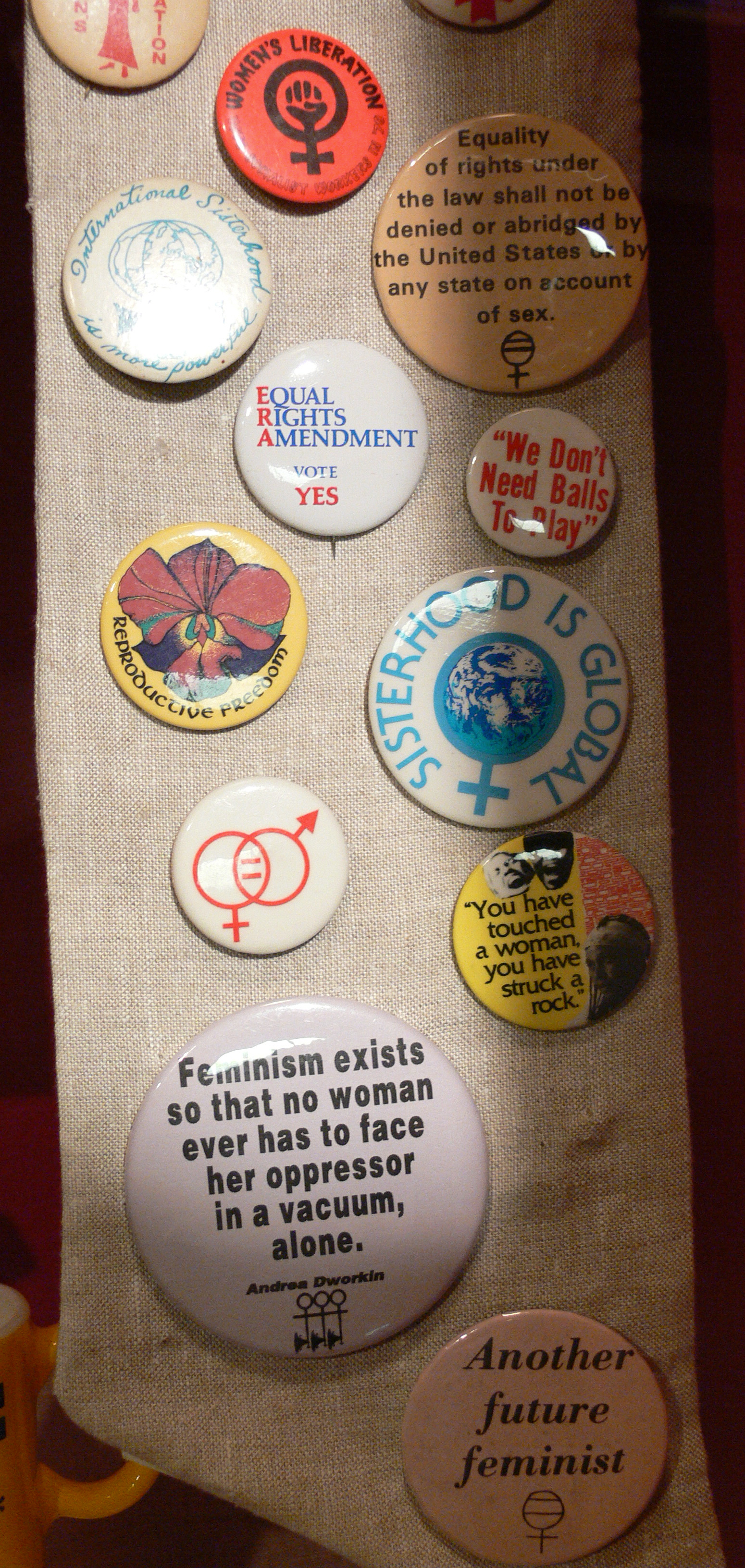
Distintivi femministi al "Museo delle donne" di Dallas.

Il movimento crebbe con le vittorie giuridiche ottenute con l'"Equal Pay Act of 1963", il titolo VII del Civil Rights Act (1964) (che vietava la discriminazione sessuale nell'occupazione) e con la sentenza della Corte suprema degli Stati Uniti d'America nel caso "Griswold v. Connecticut" del 1965 (che ha legalizzato il controllo delle nascite tra le coppie sposate)
.
Nel 1966 Friedan si unì ad altre donne e uomini per fondare la National Organization of Women (NOW); la stessa Friedan sarebbe stata nominata come prima presidentessa dell'organizzazione. Tra le più importanti vittorie giuridiche del movimento negli anni '60 dopo la formazione di NOW furono un decreto esecutivo del 1967 che estendeva i diritti di azione positiva alla donna, una decisione dell'"Equal Employment Opportunity Commission" (EEOC) del 1968 che decideva di aiutare le vittime di segregazione e violenza sessuale a seguito di annunci pubblicitari e la legalizzazione del divorzio breve (anche se non legalizzato in tutti gli stati federati degli Stati Uniti d'America fino al 2010).
Il movimento raccolse però il maggior numero di vittorie nel corso degli anni '70. Il titolo X del programma di pianificazione familiare, ufficialmente conosciuto come legge pubblica 91-572 o "Programmi di ricerca sulla popolazione e programmi di pianificazione familiare volontaria" è stato emanato dal presidente Richard Nixon nel 1970 come parte della legge sul servizio sanitario pubblico. È l'unico programma federale di sovvenzione dedicato esclusivamente a fornire agli individui una pianificazione familiare completa e servizi sanitari preventivi correlati.
Il caso "Reed contro Reed" (1971) giunto all'attenzione della Corte suprema è stato il caso in cui la Corte ha fatto applicare per la prima volta la clausola di parità di protezione del XIV emendamento per colpire una legge discriminante nei confronti delle donne. Inoltre mente l'"Equal Pay Act of 1963" non copre originariamente i dirigenti, gli amministratori, i venditori e gli operatori esterni, gli emendamenti sull'istruzione del 1972 lo modificarono in modo che lo fossero.
Sempre nel 1972 la causa "Eisenstadt contro Baird" legalizzò il controllo delle nascite per le persone non sposate; in quello stesso anno il titolo IX dell'"Education Amendments of 1972" rese illegale la discriminazione sessuale nelle scuole pubbliche. Nel 1973 il caso Roe contro Wade permise la legalizzazione dell'aborto. Nel 1974 l'"Equal Credit Opportunity Act" ha reso illegittima la discriminazione sessuale da parte dei creditori nei confronti dei debitori.
Sempre nel 1974 il sesso è stato aggiunto come classe protetta in base alla legge sull'edilizia ("Fair Housing Act"), rendendo illegale la discriminazione sessuale nella vendita ed affitto di alloggi. Ancora nel 1974 è stata promulgata la legge sull'equità educativa femminile ("Women's Educational Equity Act"). La criminalizzazione della violenza coniugale negli Stati Uniti è iniziata a metà degli anni '70 e nel 1993 la violenza domestica coniugale è diventata un crimine in tutti e 50 gli stati, sotto almeno una sezione dei codici di reato a sfondo sessuale.
Nel 1978 è stata emanata la legge sulla discriminazione della gravidanza ("Pregnancy Discrimination Act"); si tratta di uno statuto federale che ha modificato il titolo VII della legge sui diritti civili 1964 per "proibire la discriminazione sessuale sulla base della gravidanza". Una grande delusione per il movimento femminista della seconda ondata statunitense fu il veto posto dal presidente Nixon nel 1972 alla "Comprehensive Child Development Bill of 1972", che avrebbe fornito un sistema nazionale di assistenza giornaliera.
Il movimento femminista alla fine degli anni '70, guidato da NOW, ha tentato brevemente di far attuare un programma per aiutare le vecchie donne divorziate e le vedove; molte vedove non potevano beneficiare di prestazioni di assistenza sociale, poche divorziate avevano effettivamente ricevuto una qualche sovvenzione, e dopo una carriera come casalinghe poche avevano la capacità di entrare nella forza lavoro.

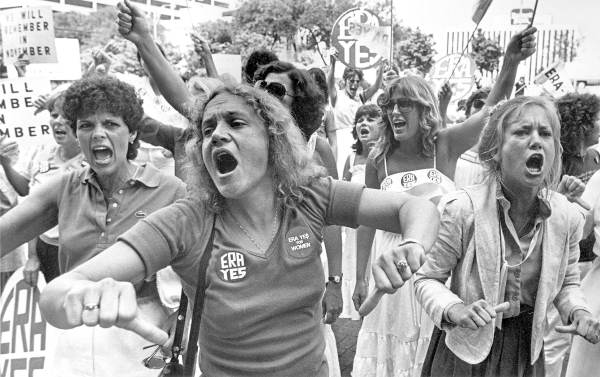
Manifestazione femminista nel 1979 a Tallahassee.

Il programma incontrò però un'accesa critica da parte di quelle giovani attiviste che avevano dato la loro priorità alle donne povere di una qualche minoranza etnica piuttosto che alla classe media. Nel 1980 NOW diminuì il programma concentrandosi quasi esclusivamente sull'emendamento sui diritti di uguaglianza ("Equal Rights Amendment" - ERA). La leader conservatrice Phyllis Schlafly si mosse denunciando le femministe per aver abbandonato le vedove più anziane della classe media e le divorziate in difficoltà, avvertendo che l'ERA avrebbe pareggiato le leggi a favore degli omini, eliminando le protezioni di cui le donne più anziane avevano urgentemente bisogno.
La principale delusione del movimento femminista della seconda ondata statunitense è stata la mancata ratifica dell'emendamento federale per i diritti di uguaglianza; esso afferma: "L'uguaglianza dei diritti in base alla legge non può essere negato o abbreviato dagli Stati Uniti o da uno Stato per motivi di sesso". Il termine per la ratifica dell'emendamento per i diritti di uguaglianza è scaduto nel 1982.
Molti storici considerano l'era femminista della seconda ondata in America come giunta al suo termine naturale nei primi anni '80 con le lotte sessuali femministe, una divisione all'interno del movimento su questioni come la sessualità e la pornografia: queste controversie hanno inaugurato l'era del femminismo della terza ondata nei primi anni '90.

## Terza ondata
Il femminismo della terza ondata negli Stati Uniti ha avuto il suo inizio nei primi anni '90. Nel 1991 Anita Hill ha accusato il giudice afroamericano Clarence Thomas, nominato alla Corte Suprema degli Stati Uniti d'America, di molestia sessuale. Thoms ha negato le accuse e, dopo un ampio dibattito, il Senato degli Stati Uniti ha votato 52 contro 48 a favore dello scagionamento.
Nel 1992 in risposta al caso di molestie sessuali concernente Hill la femminista afroamericana Rebecca Walker ha fatto pubblicare un articolo sulla rivista Ms. dal titolo "Diventare la terza onda" in cui dichiarava: "Non sono una post-femminista, sono una femminista della terza onda", coniando così il termine "terza onda". Sempre nel 1992 la "Third Wave Direct Action Corporation" venne fondata dalle femministe americane Walker e Shannon Liss come organizzazione multirazziale, multiculturale e multidisciplinare per sostenere le giovani attiviste.
La missione iniziale dell'organizzazione è stata quella di colmare un vuoto nella leadership delle giovani donne e di mobilitare i giovani a diventare più coinvolti socialmente e politicamente all'interno delle rispettive comunità. Sempre agli inizi degli anni '90 ebbe inizio ad Olympia (Washington) il movimento denominato Riot grrrl; esso cercò di dare alle donne il potere di controllare le proprie voci ed espressioni artistiche.
Tuttavia l'accento messo da Riot grrrl sull'identità femminile e sul separatismo femminista universale sembra essere più strettamente correlato al femminismo della seconda ondata che a quello della terza. Le femministe della terza onda hanno cercato di mettere in discussione, recuperare e definire le idee, le parole e i media che hanno trasmesso tra le altre idee sul genere, sul ruolo di genere, sulla donna, sulla bellezza e sulla sessualità.
Il femminismo della terza onda ha visto molte nuove icone femministe come Madonna, Queen Latifah, Angelina Jolie, Emma Watson, Beyoncé e Lady Gaga, oltre a personaggi fittizi come quelli di Buffy Summers (delle serie Buffy l'ammazzavampiri) o le protagoniste della serie TV Streghe o di Mulan (del film d'animazione Mulan). Le femministe della terza ondata hanno anche utilizzato Internet e altre tecnologie moderne nel tentativo di accrescere la visibilità del movimento, il che ha permesso di ottenere informazioni e un'organizzazione migliore per raggiungere un pubblico più vasto. Questo pubblico si è ampliato anche verso molte celebrità maschili come Aziz Ansari e Leonardo DiCaprio.
"La crescente facilità di pubblicazione tramite Internet significava che le webzine (riviste elettroniche) e i blog diventavano onnipresenti. Molti seri scrittori indipendenti, per non parlare delle organizzazioni, hanno scoperto che Internet ha offerto un forum per lo scambio d'informazioni e la pubblicazione di saggi e video che hanno proposto il loro punto di vista ad un pubblico potenzialmente enorme. Internet ha radicalmente democratizzato il contenuto del movimento femminista rispetto ai partecipanti, all'estetica e alle problematiche". - Laura Brunell, 2008 Britannica Book of the Year.
Attraverso gli anni '80 e '90 questa tendenza continua nella musicologia con autori come Susan McClary, Marcia Citron e Ruth Solie le quali cominciarono a considerare le ragioni culturali inerenti alla marginalizzazione del corpo delle donne ricevuta in ambio lavorativo. Concetti quali la musica come discorso di genere, la professionalità, la ricezione della musica femminile, il giudizio effettuato dai siti di produzione musicale, la ricchezza relativa e l'educazione delle donne, gli studi di musica popolare in relazione all'identità femminile, le idee patriarcali nell'analisi musicale e le nozioni di genere e differenza sono solo alcuni tra i temi esaminati nel corso di questo periodo.

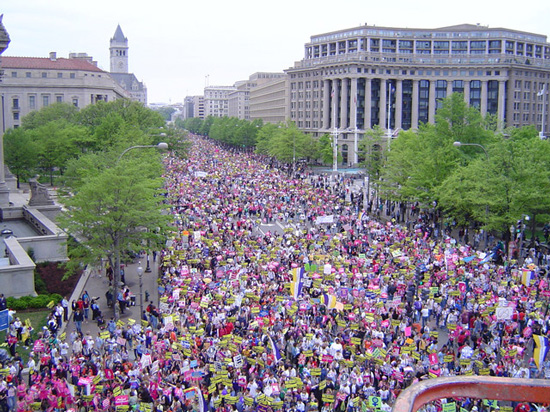
Marcia delle donne statunitensi, 2004.

## Critiche
I critici del discorso femminista mainstream puntano alla narrazione storica bianca, che elimina e/o minimizza i ruoli delle donne di colore sia all'interno sia al di fuori del movimento femminista, nonché i plurimi ostacoli che esse stesse dovettero spesso affrontare. Audre Lorde, femminista caraibico-statunitense e saggista ebbe a dichiarare: "Quale donna qui è così innamorata della propria oppressione che non riesce a vedere il suo tallone sul volto di un'altra donna? Quali condizioni di oppressione della donna sono diventate preziose e necessarie... lontani dai venti freddi dell'autodeterminazione? ...Accogliamo con favore tutte le donne che ci possono incontrare, faccia a faccia, oltre l'oggettivazione e oltre la colpa".
Queste omissioni storiche sono particolarmente evidenti nei confronti della prima ondata femminista, che spesso ignora completamente i ruoli fondamentali svolti da attiviste come Ida B. Wells. Wells è stata una figura chiave del primissimo movimento femminista e la sua forma politica di protesta radicale "ha riconosciuto i limiti dell'elevazione razziale e ha riconosciuto il potere dell'azione politica sotto forma di protesta diretta".
Per la maggior parte della sua carriera Wells ha affrontato l'opposizione proveniente dai leader femminili bianchi come Rebecca Latimer Felton e Frances Willard, rispettivamente la prima donna a sedere sui banchi del Senato e un'ex presidentessa della "Woman's Christian Temperance Union" (WCTU) le quali vedevano il movimento femminista come punto rivendicazione anglosassone e che costruirono la loro retorica sull'ideologia della supremazia del potere bianco.
"La razza anglo-sassone", ha scritto Willard, "non potrà mai sottomettersi al dominio del negro...". Le tattiche radicali di Wells sono state successivamente adottate dalle organizzazioni femminili e dai movimenti femministi del primo periodo che hanno riconosciuto l'utilità del radicalismo per raggiungere a soddisfacenti cambiamenti legislativi. Tuttavia i risultati e le influenze di Wells sulla prima ondata del movimento femminista sono quasi del tutto assenti nelle discussioni principali.
Queste stesse critiche si estendono anche al femminismo della seconda e terza ondata, dominati da una narrazione che minimizza il ruolo delle donne di colore mentre celebra i successi nel suo complesso attraverso lo sguardo delle leader femminili bianche. Conseguentemente lungo tutti gli anni '70 e '80 le donne afroamericane, come l'attivista bell hooks, svilupparono una coscienza sociale manifestando pubblicamente l'insoddisfazione della rappresentazione data alle donne nere nel discorso femminista.

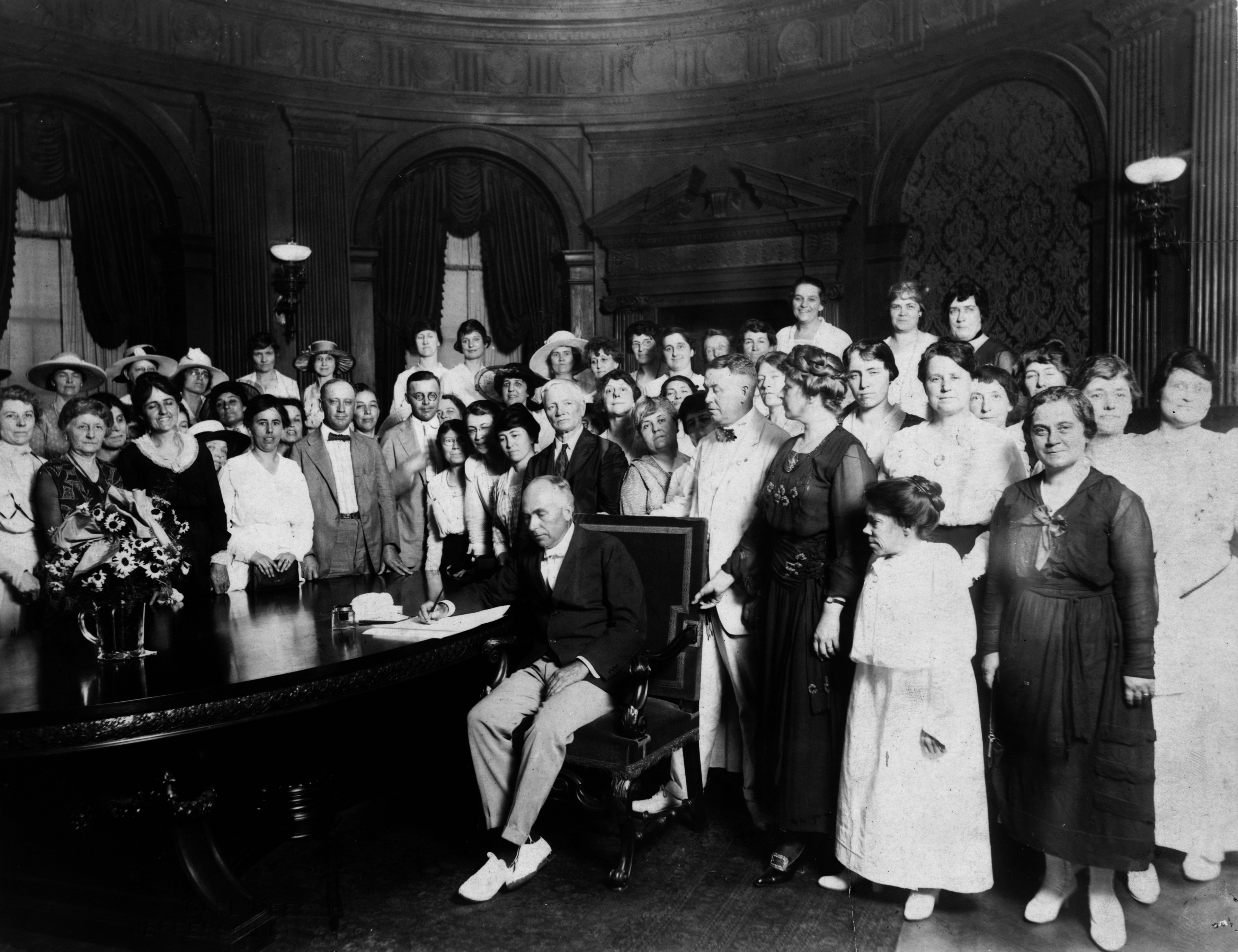
Un ampio gruppo di persone, in gran parte donne, che sta intorno ad un tavolo nell'ufficio del governatore del Missouri Frederick Gardner mentre firma la risoluzione che ratifica il XIX emendamento della Costituzione degli Stati Uniti d'America; Il Missouri è diventato l'11º Stato ad aver ratificato l'"emendamento Anthony".